# Ostrów Lubelski
Ostrów Lubelski is een stad in het Poolse woiwodschap Lublin, gelegen in de powiat Lubartowski. De oppervlakte bedraagt 29,68 km², het inwonertal 2224 (2005).